# Aeropuerto de Abakán

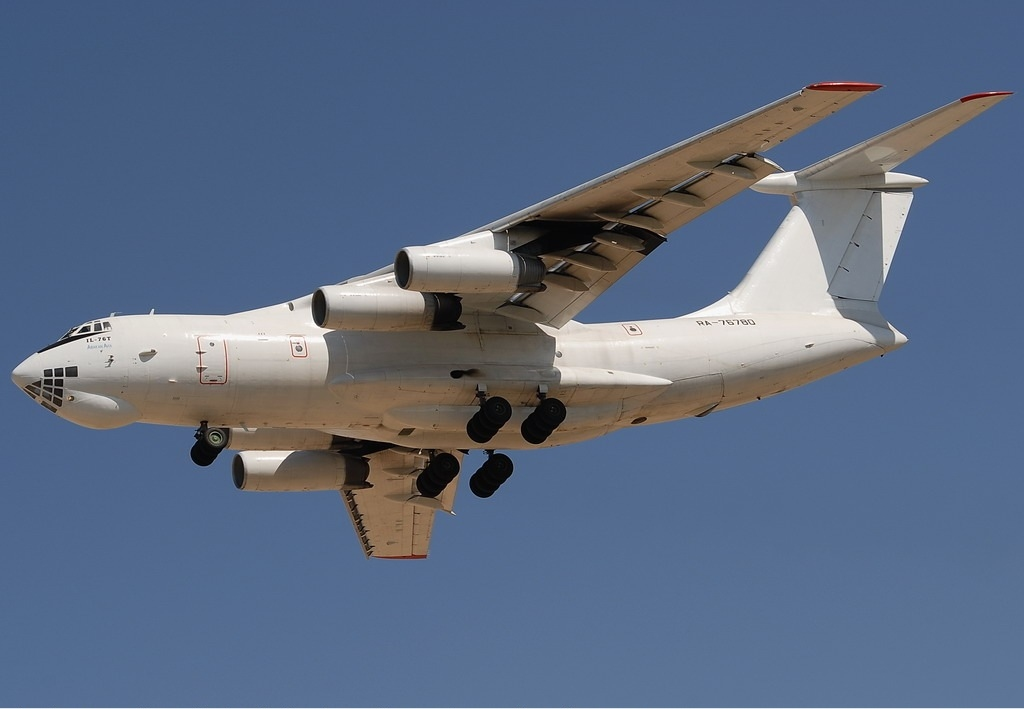
Il-76T de Abakán-Avia.

El Aeropuerto Internacional de Abakán (del ruso: Международный Аэропорт Абакан) (IATA: ABA, ICAO: UNAA) es un aeropuerto ubicado 5 km al noroeste de Abakán, capital de la República de Jakasia, Rusia. 
Está operado por la empresa "Aeropuerto Internacional de Abakán (del ruso: Международный Аэропорт Абакан).
En los años 1999 y 2000 el aeropuerto fue galardonado con el premio al "Mejor aeropuerto de los países de la CEI".
El espacio aéreo está controlado desde el FIR de Abakán (ICAO: UNAA).

## Pista
Cuenta con dos pistas paralelas de asfalto, ambas en dirección 02/20.
La primera, en dirección (02R/20L) de 2.500 x 45 m (8.200 x 148 pies) utilizables, aunque cuenta con una longitud total de 3.250 metros. Esta pista tiene un pavimento del tipo 98/F/B/W/T, lo que permite la operación de aeronaves con un peso máximo al despegue hasta 392 toneladas. Esta pista está equipada con "Indicador de Trayectoria de Aproximación de Precisión" (PAPI) y puede ser utilizada durante las 24 horas del día.
La segunda, (02L/20R) mide 1.300 x 28 m (4.264x92 pies). Esta pista se utiliza sólo en condiciones diurnas y con condiciones meteorológicas favorables por aeronaves de clases menores.

## Terminales
La terminal de pasajeros tiene una capacidad para 400 pasajeros/hora. La terminal de carga puede procesar 40 toneladas por día.

## Aerolíneas y destinos
| Nombre compañía                 | Destinos             |
| ------------------------------- | -------------------- |
| NordStar                        | Krasnoyarsk, Norilsk |
| S7 Airlines                     | Moscú                |
| Aeroflot*                       | Moscú, Vladivostok   |
| * Operado por Vladivostok Avia. |                      |

| Nombre compañía         | Destinos                                                                                |
| ----------------------- | --------------------------------------------------------------------------------------- |
| Airstars                | Cheliábinsk, Jinan, Shijiazhuang, Tianjín, Uliánovsk                                    |
| Grizodubova Air Company | Cheliábinsk, Tianjín                                                                    |
| Volga-Dnepr             | Guangzhou, Moscú, Shanghái, Tianjín                                                     |
| Abakan-Avia             | Vuelos de carga tanto nacionales como internacionales. Tiene su Hub en este aeropuerto. |